# Podolgovati sferoid
Podolgovat sferoid je sferoid, ki ima polarni premer večji od ekvatorialnega. 
Površina podolgovatega sferoida nastane pri vrtenju elipse okoli daljše osi.
Obliko podolgovatega sferoida imajo žoge v nekaterih športih: ragbi, avstralski, ameriški in kanadski nogomet.
Tudi nekatera nebesna telesa imajo obliko podolgovatega sferoida. Med njimi so Saturnove lune: Mimas, Enkelad  in Tetis ter Uranova luna Miranda.